# Emma Bernal
Emma Bernal (Buenos Aires, 1899 - ibídem, 1974) fue una primera actriz de cine, radio, teatro y televisión argentina.

## Carrera
Hija del trapecista Pedro Manera ("Tornillo"), se inicia en el circo y luego pasa al teatro; trabaja varios años con Enrique Muiño, hace giras a Europa, interpreta protagonistas en radio y televisión.
En la pantalla grade se destaca notablemente junto a estrellas de la época de oro del cine argentino como Elsa Daniel, Lydia Lamaison, Lautaro Murúa, Duilio Marzio, Olga Zubarry, Roberto Escalada y Nathan Pinzón, entre muchos otros.
En teatro conformó el primer elenco del Teatro Cómico en 1927, formando parte de la "Compañía de Comedias y Sainetes Luis Arata" con Berta Gangloff, Froilán Varela, Leonor Rinaldi, Juan Vítola, Mercedes Delgado, Blanca Crespo, Marcelo Ruggero, Juan Fernández, Ignacio Corsini y Ernesto Villegas, entre muchos otros.
En radio fue una figura exclusiva en Radio Stentor donde actuó en numerosos y exitosos radioteatros. Ubicada en el Castelar Hotel, se destacó con actores radiales del momento como Gustavo Cavero, José Gola, Pablo Palitos y Roberto Lopresti.

## Filmografía
- 1953: El vampiro negro.
- 1959: La caída.[3]

## Radio
- 1934: Las aventuras de Carlos Norton, junto a Roberto Salinas.
- 1947: Radioteatro junto a María Concepción César, Gabriel Rodríguez Herrera, Ricardo Argemi y Diana Vértiz.[4]

## Televisión
- 1952: Los grandes maestros del misterio, con Ricardo Trigo, Raúl Rossi y Américo Sanjurjo.
- 1953: Teleteatro de Morenita Galé y Amadeo Novoa.
- 1954: Joyas del teatro breve.
- 1956: Ciclo de Teatro Policial.
- 1956: Teatro del sábado.
- 1957: Historias fantásticas de suspenso / Historias de suspenso.
- 1958: Gran platea universal.
- 1960: Los trabajos de Marrone.
- 1961: Historia de un hombre y una mujer.
- 1962: Teleteatro Odol.
- 1964: El Soldado Balá.
- 1964: Teatro 9.
- 1967: Extraños caminos del amor (Serie) .... Gertrudis
- 1970: Gigí, de Colette, por Canal 13.
- 1971/1972: Teleteatro Palmolive del aire.[5]

## Teatro
- El nido de mis amores (1924) Comedia en un acto, dividido en dos cuadros.
- Facha Tosta (1927), con la Compañía de Comedias y Sainetes "Luis Arata".
- Stéfano (1928)
- Departamento para señoritas (1942), junto con Margarita García Ortega y Amelia de la Torre.
- El mundo de los snobs (1950), de Juan Agustín García. Puesta en escena con la Compañía formada junto a José Vico.
- En un rincón de la selva (1950), de Ricardo Paz.
- El niño de mis amores (1950), de José J. Berrutti.
- Los pájaros ciegos (1950), de A. Duval Méndez.
- El juramento; Ortega Sanz, junto al primer actor y director Pedro Zanetta y el galán Juan Carlos Chiappe.

## Nominaciones
En 1960 fue nominada como mejor actriz de reparto por su labor en televisión en los Premios Martín Fierro, resultando vencida por la actriz Blanca del Prado.